# Технічний вуглець

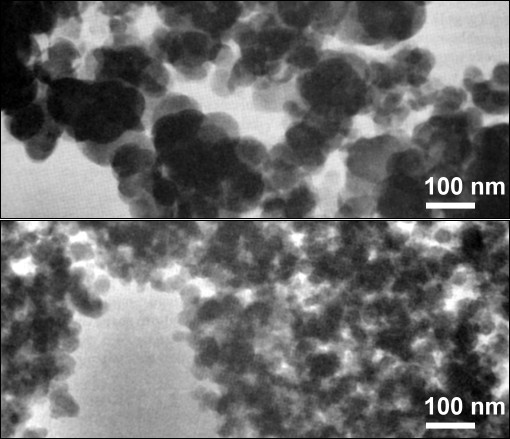
Мікроскопічна структура технічного вуглецю.

Техні́чний вугле́ць (англ. Carbon black) — високодисперсний аморфний вуглець, який виробляють у промислових масштабах.
Іноді для означення технічного вуглецю застосовують термін «сажа», що є неточним, оскільки сажа (на відміну від терміна «технічний вуглець») описує вуглецеві продукти, отримані в неконтрольованих умовах, яким не властивий фіксований набір властивостей.

## Структура
Частинки технічного вуглецю являють собою глобули, що складаються з деградованих графітових структур. Міжплощинна відстань між графітоподібними шарами становить 0,35—0,365 нм (для порівняння, в графіті 0,335 нм).
Розмір часток (13—120 нм) визначає «дисперсність» технічного вуглецю. Фізико-хімічним показником, що характеризує дисперсність, є питома поверхня. Поверхня частинок шорстка, за рахунок наповзання шарів один на одного. Мірою шорсткості служить співвідношення між показниками питомої поверхні технічного вуглецю і його йодним числом (оскільки йодне число визначає повну поверхню частинок з урахуванням шорсткостей).
Частинки в процесі отримання об'єднуються в «агрегати», що характеризуються структурною розгалуженістю, мірою якої служить показник абсорбції масла.
Агрегати злипаються в менш міцні утворення — «пластівці».
Крім атомів вуглецю в складі технічного вуглецю присутні атоми сірки, кисню та азоту.
Технічний вуглець має високорозвинену поверхню (5-150 м²/г), зі значною активністю. На поверхні — кінцеві групи (-СООН,-CHO,-OH,-C (O)-O-,-C (O) -), а також сорбовані залишки вуглеводнів. Їх кількість безпосередньо залежить від способу отримання та подальшої обробки вуглецевих частинок. Для отримання пігментів часто частинки техвуглецю піддають окислювальній обробці кислотами.
Справжня густина частинок технічного вуглецю — 1,76-1,9 г/см³. Насипна густина пластівцевих структур техвуглецю становить 30-70 кг/м³. Для зручності транспортування і використання технічний вуглець гранулюють до густини 300—600 кг/м³.

## Застосування
Технічний вуглець застосовується як зміцнювальний компонент у виробництві гум та інших пластичних мас. Близько 70 % всього виробленого технічного вуглецю використовується у виробництві автомобільних шин, ~ 20 % у виробництві гумово-технічних виробів. Інша кількість знаходить застосування як чорний пігмент; сповільнювач «старіння» пластмас; компонент, що додає пластмасам особливі властивості: (електропровідність, здатність поглинати ультрафіолетове випромінювання, випромінювання радарів).

## Способи отримання
Існує декілька промислових способів отримання технічного вуглецю. В основі всіх лежить термічне (піроліз) або термоокиснювальне розкладання рідких або газоподібних вуглеводнів. У залежності від застосовуваної сировини і методу її розкладання розрізняють:
- пічний — безперервний процес, здійснюваний в закритих циліндричних проточних реакторах. Рідку вуглеводневу сировину впорскують механічними або пневматичними форсунками в потік газів повного згоряння палива (природний газ, дизельне паливо), причому витрати всіх матеріальних потоків підтримуються на заданому рівні. Отриману реакційну суміш для припинення реакцій газифікації охолоджують, уприскуючи в потік воду. Технічний вуглець виділяють з відпрацьованого газу і гранулюють;
- ламповий — безперервний процес, здійснюваний у спеціальних проточних реакторах. Рідку вуглеводневу сировину випаровують за рахунок підведення теплоти до чаші, в якій вона знаходиться. Пара сировини захоплює всередину реактора зовнішнє повітря через кільцевий зазор між приймальною парасолькою реактора і чашею для сировини. Матеріальні потоки контролюються лише частково. Реакційний канал у хвостовій частині реактора охолоджується через стінку водою. Технічний вуглець виділяють із відпрацьованих газів і упаковують;
- термічний — процес здійснюється в парних реакторах об'ємного типу, що працюють поперемінно. В один з реакторів подають газ (природний газ, ацетилен) у суміші з повітрям, який, згоряючи, нагріває футеровку реактора. У цей час у другий, попередньо нагрітий, реактор подають тільки газ (без повітря), в ході протікання реакції футеровка остигає, подачу газу переводять у підготовлений реактор, а остиглий розігрівають, як описано вище;
- канальний — періодичний процес, здійснюваний у спеціальних камерах періодичної дії, в підлозі яких встановлено щілинні (канальні) пальники. Полум'я спалюваної сировини (природний газ) на виході з пальників стикається з охолоджуваним водою металевим жолобом, процес окиснення припиняється з виділенням технічного вуглецю, який збирається всередині камери. Отриманий продукт періодично вивантажують вручну;
- шляхом подрібнення твердого залишку піролізу природних вуглеводнів (вугілля, нафти). Для подрібнення використовують спеціальні методи, наприклад, струминні млини.

## Класифікація
Застосовуються дві класифікації технічного вуглецю — по ГОСТ 7885 РФ і за стандартом американського товариства випробування матеріалів ASTM D1765.
Відповідно до класифікації по ГОСТ встановлено 10 марок технічного вуглецю. В залежності від способу отримання (пічний, канальний, термічний) маркам присвоєно буквені індекси «П», «К», «Т». Наступний за буквеним цифровий індекс характеризує середній розмір частинок технічного вуглецю в цілих десятках нанометрів. Дві останніх цифри індексу вибиралися при затвердженні марки.
Основні фізико-хімічні показники марок технічного вуглецю за ГОСТ наведено нижче:
| Марка по ГОСТ 7885 | Питома поверхня, 10³ м²/кг | Йодне число, г/кг | Абсорбція масла, 10−5 м³/кг | Насипна густина, кг/м³ |
| ------------------ | -------------------------- | ----------------- | --------------------------- | ---------------------- |
| П245               | 119                        | 121               | 103                         | 330                    |
| П234               | 109                        | 105               | 101                         | 340                    |
| К354               | 150                        | —                 | —                           | —                      |
| П324               | 84                         | 84                | 100                         | 340                    |
| П514               | —                          | 43                | 101                         | 340                    |
| П701               | 36                         | —                 | 65                          | 420                    |
| П702               | 37,5                       | —                 | 70                          | 400                    |
| П705               | 23                         | —                 | 110                         | 320                    |
| П803               | 16                         | —                 | 83                          | 320                    |
| Т900               | 14                         | —                 | —                           | —                      |

В основі класифікації за стандартом ASTM D1765 лежить здатність деяких марок технічного вуглецю змінювати швидкість вулканізації гумових сумішей, залежно від чого маркам присвоєно буквені індекси «N» (з нормальною швидкістю вулканізації) і «S» (з уповільненою вулканізацією, від англ. Slow — повільний). Наступний за буквеним цифровий індекс — номер групи марок за середньою питомою поверхнею. Два останніх цифрових індекси вибиралися при затвердженні марки.
Стандарт описує (станом на 2006 рік) 43 марки технічного вуглецю, з яких індекс «S» мають 2.
Основні фізико-хімічні характеристики показники типових марок технічного вуглецю за ASTM наведено нижче:
| Марка по ASTM D1765 | Питома поверхня, 10³ м²/кг | Йодне число, г/кг | Абсорбція масла, 10−5 м³/кг | Насипна густина, кг/м³ |
| ------------------- | -------------------------- | ----------------- | --------------------------- | ---------------------- |
| N110                | 127                        | 145               | 113                         | 345                    |
| N220                | 114                        | 121               | 114                         | 355                    |
| S315                | 89                         | —                 | 79                          | 425                    |
| N330                | 78                         | 82                | 102                         | 380                    |
| N550                | 40                         | 43                | 121                         | 360                    |
| N683                | 36                         | 35                | 133                         | 355                    |
| N772                | 32                         | 30                | 65                          | 520                    |
| N990                | 8                          | —                 | 43                          | 640                    |

## Вплив на людину
За поточними оцінками Міжнародного агентства з досліджень в галузі раку, технічний вуглець, можливо є канцерогенною речовиною для людини і з цієї причини віднесений до групи 2В за класифікацією канцерогенних речовин. Короткочасна дія високих концентрацій пилу технічного вуглецю може викликати дискомфорт у верхніх дихальних шляхах через механічне подразнення.

## Провідні виробники
Частка провідних виробників техвуглецю в світовому виробництві становить:
- «Birla» — 14,8 %;
- «Cabot Corporation» — 14,2 %;
- «Orion Engineered вугілля» (колишня Degussa) — 9,5 %;

В Україні технічний вуглець виробляють:
- Кременчуцький завод технічного вуглецю
- Стаханівський завод технічного вуглецю
- Дашавський завод технічного вуглецю

Світове виробництво технічного вуглецю в 2009 році склало близько 10 000 000 тонн.